# 北海道留寿都高等学校
北海道留寿都高等学校（ほっかいどうるすつこうとうがっこう、Hokkaido Rusutsu High School）は、北海道虻田郡留寿都村にある公立（村立）の高等学校。

## 設置学科
- 農業福祉科
  - 国際農業コース
  - 農業福祉コース

## 沿革
- 1951年 - 北海道倶知安高等学校の留寿都分校として開校(定時制課程普通科昼夜間制)
- 1952年 - 北海道留寿都高等学校と改称して独立
- 1953年 - 校章制定
- 1959年 - 校歌制定
- 1967年 - 農業科に転科認可
- 1988年 - 国際農業コース・農業福祉コース設置
- 1989年 - 寄宿舎（清澄寮）開設、新校舎落成
- 1994年 - 農業福祉科に転科
- 2000年 - 増改築校舎落成
- 2009年 - 介護福祉士養成校として指定

## 著名な出身者
- 佐藤ひさ子（留寿都村長）
- アンジェラ佐藤（タレント）